# Süd Autobahn
Süd Autobahn er en betegnelse for motorvej A2 i Østrig, der forløber fra Wien over Graz til den italienske grænse ved Arnoldstein, hvor den videreføres som A23 mod Udine. Motorvejen indgår i europavejsnettet med numrene E59 og E66.
Første delstrækning af motorvejen blev åbnet den 26. maj 1962 og den sidste strækning blev åbnet i 1999. Med sin længde på 377,3 kilometer er det Østrigs længste motorvej.
Motorvejen går øst om Alperne og har derfor relativt korte tunneller. Længste tunnel er Ehrentalbergtunnel med en længde på 3.345 meter. Endvidere findes Østrigs næststørste bro på Süd Autobahn med Talübergang Lavant, der har en højde på 165 meter og en længde på 1.097 meter.